# Nicolás Bravo (kommun)
Nicolás Bravo är en kommun i Mexiko.   Den ligger i delstaten Puebla, i den sydöstra delen av landet, 210 km öster om huvudstaden Mexico City. Antalet invånare är 6 009. Arean är 109 kvadratkilometer.
Terrängen i Nicolás Bravo är lite bergig.
Följande samhällen finns i Nicolás Bravo:
- Santa Ana